# Arquata del Tronto
Arquata del Tronto es una localidad y comune italiana de la provincia de Ascoli Piceno, región de las Marcas, con 1322 habitantes.

## Evolución demográfica
| Gráfica de evolución demográfica de Arquata del Tronto entre 1861 y 2011 |
|                                                                          |
| Fuente ISTAT - elaboración gráfica de Wikipedia                          |